# 彼得拉·里德尔
彼得拉·里德尔（德語：Petra Riedel，1964年9月17日—），德国女子游泳运动员，主攻仰泳。她曾代表东德参加1980年夏季奥林匹克运动会游泳比赛，获得女子100米仰泳铜牌。